# Adolf Krummacher

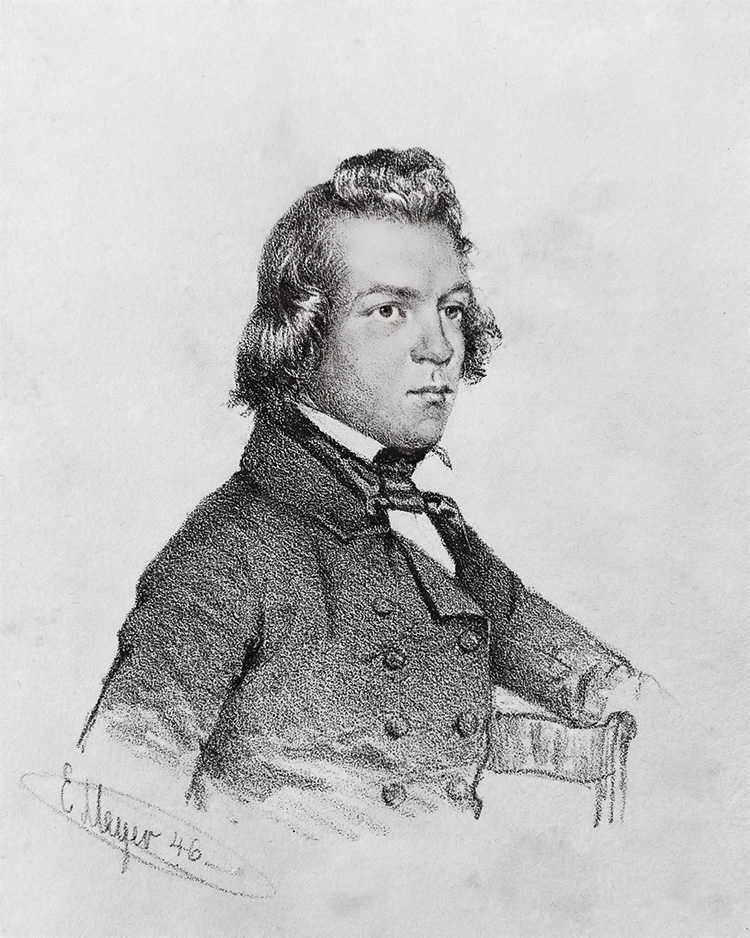
Adolph Krummacher als Student

Adolf Krummacher

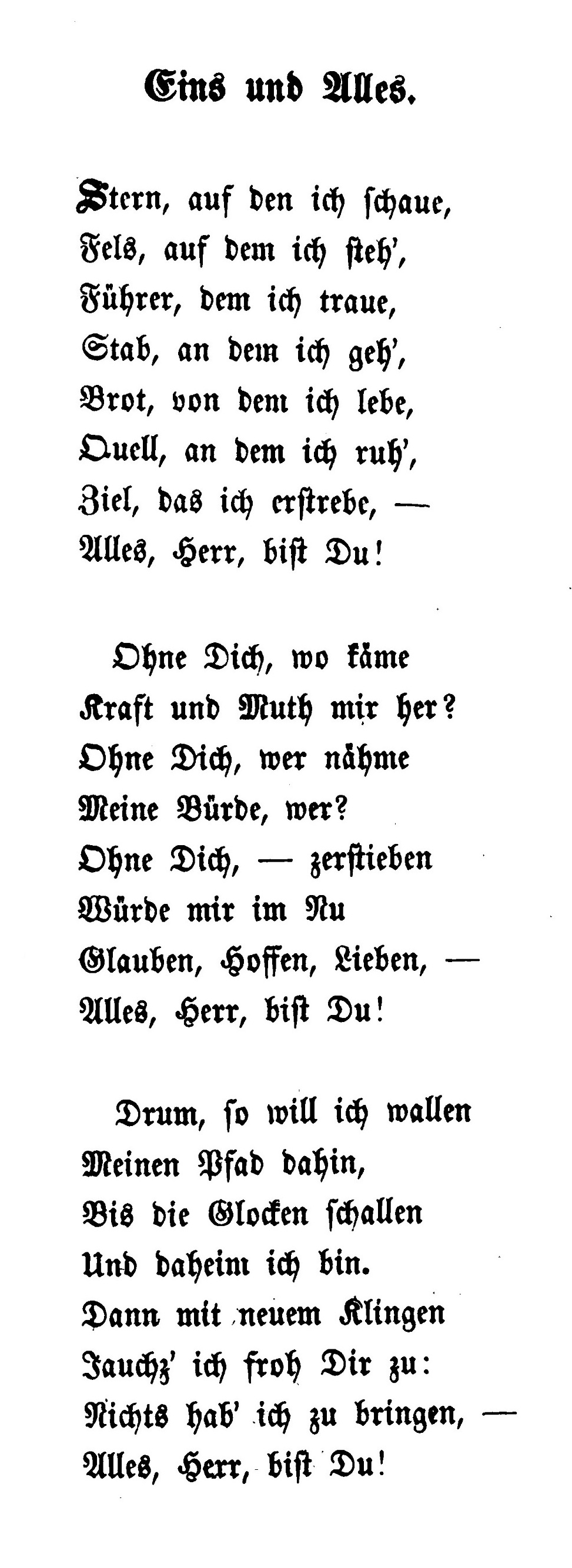
Stern, auf den ich schaue (aus: Harfenklänge, 1857)

Cornelius Friedrich Adolf Krummacher (* 16. Juni 1824 in Ruhrort; † 5. Februar 1884 in Wernigerode) war ein evangelischer Theologe und Dichter von Kirchenliedern.

## Leben
Der Sohn des Erweckungspredigers Friedrich Wilhelm Krummacher legte 1842 sein Abitur am Gymnasium in Elberfeld ab, studierte anschließend ab 1842 Evangelische Theologie in Bonn und ab 1844 in Berlin, wo er jeweils Mitglied der christlichen Studentenverbindung Wingolf wurde. Krummacher wurde 1853 Domprediger in Halberstadt und 1872 Oberpfarrer in Barby. Enge Freundschaft verband ihn mit dem Leiter der Wolfenbütteler Bibliothek Otto von Heinemann und mit dem Hohenzollern-Historiographen Reinhold Koser. Sein Sohn Theodor Krummacher war Hofprediger im Kaiserhaus in Potsdam.
Krummacher ist vor allem als Verfasser des viel gesungenen Kirchenliedes Stern, auf den ich schaue (EG 407, mit der Melodie von Mina Koch) und des Studentenliedes Und wenn sich der Schwarm verlaufen hat („Die Ritter von der Gemütlichkeit“) bekannt geworden.

## Werke
- Harfenklänge. Dümmler, Berlin 1857 (Digitalisat; Gedichte und Liedtexte)
- Christus, sein Wort und seine Kirche. Drei Predigten. Wiegandt und Grieben, Berlin 1857.
- als Herausgeber: Der kleine Heidelberger Katechismus. Mit beigedruckten Schriftsprüchen und mit Erweiterungen aus dem Großen Katechismus zum Gebrauch beim Konfirmandenunterricht. Wiegandt & Grieben, Berlin 1859; 7. Auflage 1909.
- Das Himmelreich. 3 Predigten für Suchende. Wiegandt und Grieben, Berlin 1869.